# Gabriëlle Demedts
Gabriëlle Demedts (Sint-Baafs-Vijve (Wielsbeke), 11 juni 1909 - Kortrijk, 6 september 2002) was een Vlaamse dichteres. Ze was de zus van André Demedts. In 1934 schreef ze haar eerste gedichten en in 1937 verscheen haar eerste bundel "Een gevangene zingt". Zij baatte een boekhandel uit in Waregem. In 1957 huwde zij de Kooigemse auteur en handelaar Lucien de Bosscher (1909-1999) en verhuisde met hem naar Anzegem. Het echtpaar woonde vanaf 1969 in Kortrijk, waar zij verbleven tot aan hun overlijden. Zij werd begraven naast haar broer op de begraafplaats van Sint-Baafs-Vijve.

## Publicaties
- Een gevangene zingt, poëzie, Mechelen, De Eenhoorn, 1937.
- Een twijg in den wind, poëzie, Mechelen, De Bladen voor de Poëzie, 1939.
- Morgen is alles uit, poëzie, Mechelen, De Eenhoorn, 1940.
- Verloren thuis, poëzie, Waregem, Orion, 1946.
- De doorgang, poëzie, Brugge, Desclée–De Brouwer, 1957.
- Levensberichten en liederen, poëzie, Deurle, Colibrant, 1974.
- Klanken van eeuwigheid in aardse stem, poëzie – bloemlezing, Hasselt, Heideland – Orbis N.V., 1974.
- Verzamelde gedichten, poëzie – verzamelbundel, Brugge, Orion-Colibrant, 1979.
- Eeuwig is nu, gedichten – bloemlezing, Leuven, Leuvense Schrijversaktie, 1993.